# Мільтон Нуньєс
Мільтон Нуньєс (ісп. Milton Núñez, нар. 30 жовтня 1972) — гондураський футболіст, що грав на позиції нападника за низку латиноамериканських команд та національну збірну Гондурасу.

## Клубна кар'єра
У дорослому футболі дебютував 1991 року виступами за команду «Депортес Прогресеньйо», в якій провів два сезони. 
Згодом з 1993 по 1998 рік грав на батьківщині за «Реал Еспанья» та в Гватемалі за «Коммунікасьйонес».
Своєю грою за останню команду привернув увагу представників тренерського штабу уругвайського «Насьйонала», до складу якого приєднався 1998 року. Був основним гравцем атакувальної ланки цієї команди і одним із її головних бомбардирів, маючи середню результативність на рівні 0,38 гола за гру першості.
1999 року провів п'ять ігор у Греції за ПАОК, а згодом перейшов до англійського «Сандерленда». В Англії провів півтора сезони, взявши участь лише в одній грі чемпіонату, після чого повернувся спочатку до «Насьйоналя», а згодом до  «Коммунікасьйонес».
Протягом 2002–2004 років грав у Мексиці за «Пачуку» і «Некаксу». 
Протягом решти 2000-х грав на батьківщині та в Гватемалі, захищав кольори «Марафона», «Коммунікасьйонес», «Реала Еспанья», «Олімпії», «Халапи» та «Універсидад де Сан-Карлос».
Завершував ігрову кар'єру у 2011–2016 роках виступами за гватемальський «Універсидад де Сан-Карлос».

## Виступи за збірну
1994 року дебютував в офіційних матчах у складі національної збірної Гондурасу.
У складі збірної був учасником трьох розіграшів Золотого кубка КОНКАКАФ — 1996, 2000 і 2005 років.
Загалом протягом кар'єри в національній команді, яка тривала 15 років, провів у її формі 86 матчів, забивши 33 голи.